# 1453 - Sultanlar Aşkına
1453 - Sultanlar Aşkına es un álbum de música New Age compuesto por Can Atilla.

## Pistas
1. Önce Güneş Tutuldu 		1:09
2. 1453 - Fetih 		4:46
3. Constantinopole 		5:29
4. Boğaziçi Rüyaları 		5:22
5. Yeni Hayat 		4:58
6. Gülbahar 		4:48
7. Rumeli Hisarı'nın Yapılışı 		5:01
8. Zeynep Hatun'un Gizli Aşkı 		3:30
9. Kahramanların Hikayesi 		4:51
10. Bellini Portreyi Yaparken 		3:24
11. Ak Şemsettin'in Rüyası 		4:26
12. Ayasofya Yakarışları 		3:44
13. Vakekerna Azizeleri 		4:28
14. Sultanlar Aşkına 		5:00
15. Sultanlar Aşkına (radyo remix) 4:28